# Михайловы-Расловлевы
Михайловы-Расловлевы — русский дворянский род Саратовской губернии Российской империи.
Представители старинного муромского дворянского рода. Ранее именовались Каракозовы. После того, как 4 апреля 1866 года дворянин Сердобского уезда Саратовской губернии революционер-террорист Дмитрий Каракозов, совершил одно из неудачных покушений на императора Александра II, дворянский род Каракозовых как бы перестал существовать. Сама фамилия в глазах общества превратилась в худшее из оскорблений.
Братья и сестры Каракозова сменили свою фамилию на Владимировы. Родственники поступили также. Аткарский уездный предводитель дворянства Михаил Михайлович Каракозов получил высочайшее разрешение на смену фамилии на Михайлов-Расловлев (фамилия по имени матери — Расловлева).
Имение Каракозовых в Аткарском уезде Саратовской губернии — село Каракозовка — на картах и в справочниках стало именоваться исключительно своим вторым названием — Ново-Никольское.

## Известные представители
- Михайлов-Расловлев, Михаил Михайлович (1834—1877) — саратовский губернский предводитель дворянства, камергер.
- Михайлов-Расловлев, Сергей Михайлович (1866—1905) — капитан-лейтенант Российского императорского флота, исследователь Тихого океана.
- Михайлов-Расловлев, Михаил Сергеевич (1892—1987) — русский поэт, писатель и переводчик. Георгиевский кавалер.

## Источник
- Каракозовы